# Col de Port-Bielh
Le col de Port-Bielh est un col de montagne pédestre des Pyrénées à 2 600 mètres d'altitude dans le département français des Hautes-Pyrénées, en Occitanie.
Il relie la vallée de Campan et la vallée d'Aulon en vallée d'Aure dans la réserve d'Aulon.

## Toponymie
En occitan, port bieilh  signifie le « vieux passage ».

## Géographie
Le col de Port-Bielh est situé entre le pic de Portarras (2 697 m) au sud-ouest et le pic Prada (ou pic d'Arroque) (2 712 m) au nord-est. Il surplombe au nord-ouest le lac de la Hourquette (2 405 m) et le lac de Portarras (2 187 m) au sud-est.

## Protection environnementale
La partie sud-est du col fait partie d'une zone naturelle protégée, classée ZNIEFF de type 1, « vallée d'Aulon et soulane de Vielle-Aure », et la partie nord-ouest du « cirque de Cloutou et sud de La Mongie ».

## Voies d'accès
Le versant nord-ouest est accessible par le refuge du Campana de Cloutou par une variante du sentier de grande randonnée GR 10 en direction du pic de Bastan. Par le versant sud-est depuis le village d’Aulon par les granges de Lurgues, par le sentier en longeant le ruisseau du Lavedan.